# Università degli Studi "Niccolò Cusano"
L'Università degli Studi "Niccolò Cusano", Telematica - Roma (UNICUSANO), sino al 2011 nota come Università Telematica delle Scienze Umane Niccolò Cusano, è un'università telematica privata italiana istituita nel 2006.
L'ateneo ha sede nel quartiere Primavalle di Roma ed è intitolato al filosofo e cardinale tedesco Nicola Cusano.

## Storia
L'Università Telematica delle Scienze Umane (UNISU) venne istituita dal Consorzio delle Scienze Umane, composto da cinque soggetti (Ping Pong formazione Srl, Castello & Castello formazione Srl, Open University Soc.coop., Progetto Sapere Soc.coop., C & G Srl) e presieduto da Romano Scipioni, membro del consiglio di amministrazione.
L'ateneo è stato ufficialmente riconosciuto con decreto del Ministero dell'istruzione, dell'università e della ricerca del 10 maggio 2006 ed offre 48 corsi di laurea e circa 200 master e corsi di formazione. 
Nel luglio 2011, in occasione dell'emanazione di un nuovo statuto, l'UNISU ha modificato la propria denominazione in UNICUSANO, Università degli Studi Niccolò Cusano, Telematica – Roma. 
Dal 2012 la sede dell'ateneo, con le strutture amministrative e didattiche, si è trasferita dal quartiere Appio-Latino al suburbio Trionfale, alla periferia nord-occidentale di Roma.

## Struttura
L'ateneo è articolato nei seguenti quattro dipartimenti:
- Ingegneria
- Scienze Economiche, Psicologiche e della Comunicazione
- Scienze Politiche, Giuridiche e Sociologiche
- Scienze Umanistiche, Motorie e della Formazione

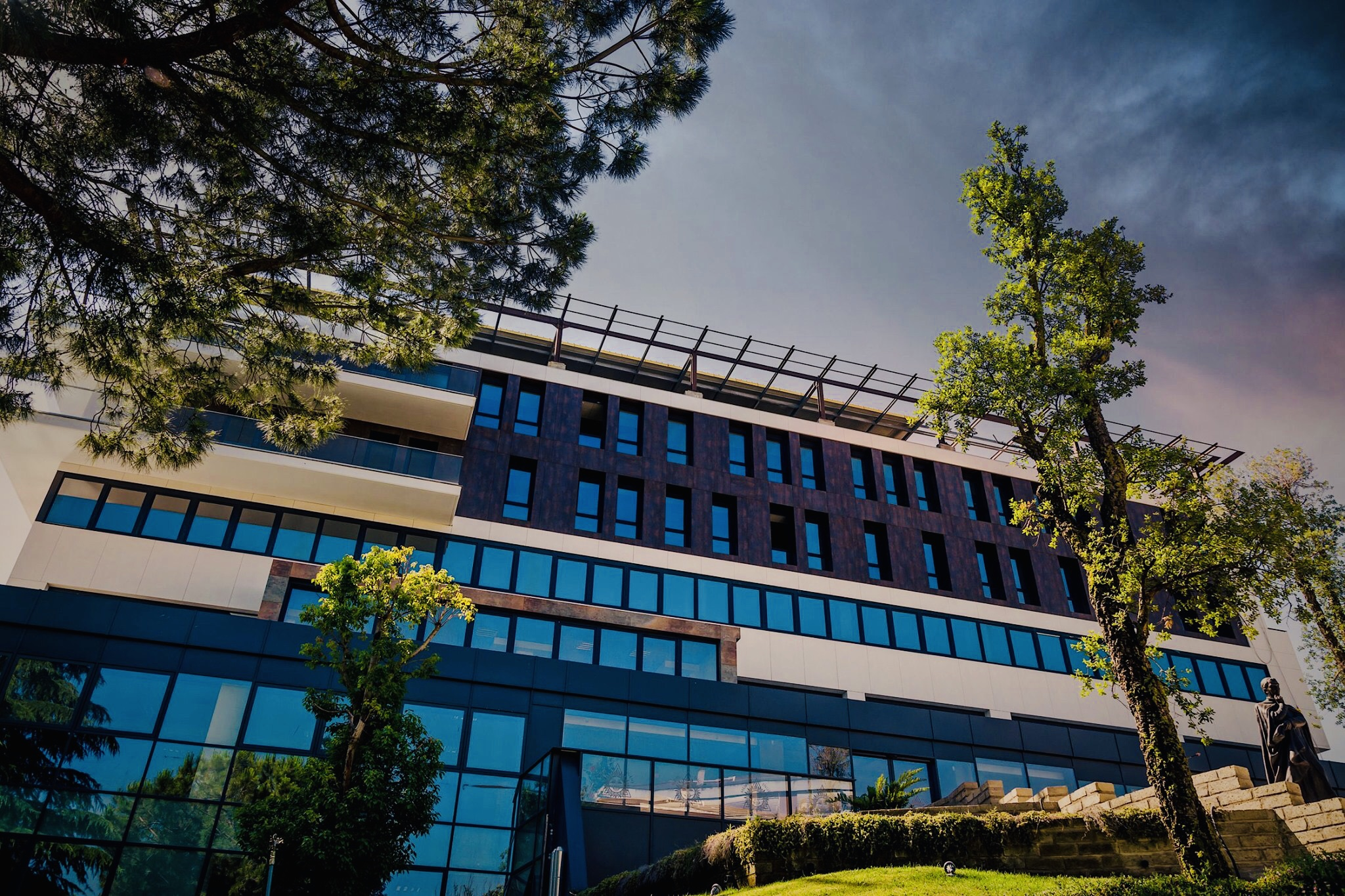
Ala campus post-ampliamento

Le lezioni sono svolte con metodologie telematiche, telematiche integrate e telematiche blended ed in presenza presso la sede centrale dell'ateneo a Roma dove oltre ad aule, laboratori, biblioteche, mensa, bar, strutture sportive e ricreative è stata costruita una struttura da 109 stanze per ospitare gli studenti.
L'ateneo dispone inoltre di novantaquattro poli didattici remoti (sedi decentrate) sul territorio italiano e alcuni all'estero. Attraverso la Fondazione Niccolò Cusano inoltre è operativo a sostegno della ricerca medico-scientifica.

## Attività collaterali

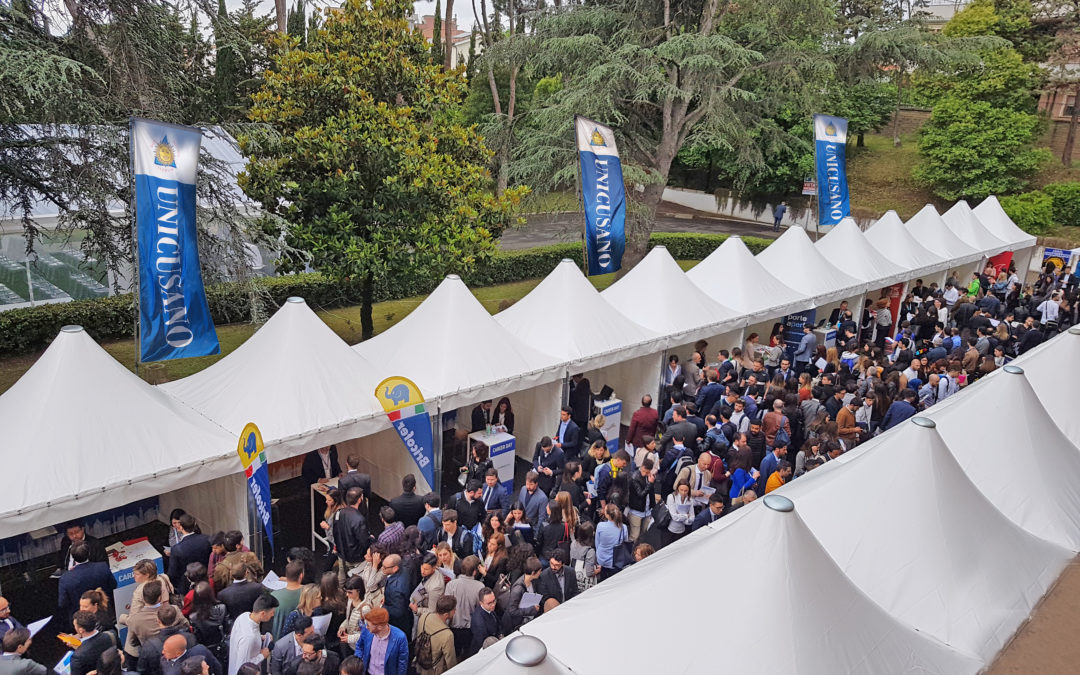
Career Day dell'Università UniCusano

Oltre alle attività didattiche e di ricerca, l'Università degli Studi Niccolò Cusano è parte attiva di diverse attività collaterali.
Essa è proprietaria dela casa editrice Edizioni Edicusano, specializzata nella pubblicazione di collane universitarie a servizio delle attività interne, e di Cusano Media Group. Quest'ultima include l'emittente radiofonica Radio Cusano Campus, l'emittente Radio Laziale ed il quotidiano di informazione online TAG24 by Unicusano. 
In ambito sportivo l'Unicusano è attiva come proprietaria della squadra di paintball denominata Gladiatori Unicusano e della squadra calcistica femminile Ternana Calcio Women. Dal 2010 è inoltre sponsor dell'Aurelia Nuoto e, dal 2016, della Pallacanestro Virtus Roma.
Dal 2014 al 2017 ha detenuto inoltre la proprietà della Società Sportiva Racing Club Fondi e, dal 2017 al 2023 del club calcistico maschile Ternana Calcio. Dal 2019 al 2024, attraverso Cusano Media Group, è stata anche in possesso delle emittenti televisive Cusano Italia TV e Cusano News 7.

## Presidenti del Consiglio di Amministrazione
- Giovanni Iacono (2006-2012)
- Stefano Ranucci (2012-2015, 2019-2021)
- Giovanni Puoti (2015-2019, dal 2023[16][17])
- Stefano Bandecchi (2021-2023[16])

## Rettori
- Sebastiano Scarcella (2006-2010)
- Giovanni Puoti (2010-2013)
- Fabio Fortuna (dal 2013)

## Controversie

### Possibili interferenze nella fondazione
Al momento dell'istituzione, furono sollevate critiche per il fatto che il suo fondatore, Stefano Bandecchi, lo era già di un istituto di preparazione agli esami universitari, Universitalia, controllato da Edizioni Winner S.r.l., posseduta da Bandecchi al 50%: secondo alcuni ciò avrebbe potuto creare delle interferenze sull'ateneo da parte dell'istituto. Bandecchi ha però sostenuto la netta distinzione dei due soggetti e la non interferenza reciproca.

### Rilievi del CNVSU sulle attività di ricerca
Nell'ambito delle valutazioni previste dal decreto istitutivo dell'Unicusano, nel 2009 il Comitato nazionale per la valutazione del sistema universitario (CNVSU), ha segnalato «l'elevato carico didattico dei ricercatori unitamente alla limitatezza delle infrastrutture e degli spazi disponibili per le attività di ricerca, rischiava di penalizzarne ulteriormente la crescita professionale» (valutazione CNVSU del novembre 2009). Il dato è stato confermato a ottobre 2012 dall'Agenzia nazionale di valutazione del sistema universitario e della ricerca (ANVUR), secondo cui «l'organico di ricercatori, al momento, sembra essenzialmente utilizzato per finalità didattiche e di tutoraggio». Nella sua relazione, l'ANVUR ha comunque elencato le attività di ricerca educativa e valutativa, nonché sociale, svolte presso l'ateneo, dando un giudizio complessivo sostanzialmente positivo, «anche in presenza di rilievi che ci auguriamo siano in via di superamento».

### Condizioni di lavoro dei docenti
Nel 2013 un docente dell'Unicusano, coperto dall'anonimato, ha dichiarato a La Repubblica che negli esami "fuori sede" le commissioni sono costituite da docenti impegnati in «materie che non sono di loro competenza» e che spesso gli esami scritti risulterebbero «copiati parola per parola» da fonti esterne. L'accusa fu in seguito rigettata dai vertici dell'Università.
Le condizioni di lavoro dei docenti delle università telematiche, che sarebbero «relegati a fare da tutor agli studenti», furono analizzate in un articolo di una ricercatrice dell'università, oggetto poi di provvedimento disciplinare da parte del consiglio di amministrazione dell'Unicusano secondo il quale quell'articolo era "lesivo dell'immagine dell'Ateneo". Nel 2014 il TAR del Lazio ha annullato il provvedimento disciplinare.

### Accusa per dichiarazione fiscale infedele
A gennaio 2023, con l'accusa di evasione fiscale, l'ente subiva un sequestro preventivo di 20 milioni di euro e venivano indagati: Stefano Bandecchi, l'AD Fabio Stefanelli, Giovanni Puoti e il presidente del Cda Stefano Ranucci.
Agli inizi di novembre 2024 la procura di Roma ha chiesto il rinvio a giudizio per il sindaco di Terni Stefano Bandecchi e gli altri indagati nell'inchiesta della guardia di finanza per evasione dell'Ires da parte dell'università telematica Niccolò Cusano, di cui Bandecchi era amministratore.